# Luigi Berni
Luigi Berni (Bagno di Romagna, 1894 – Passo delle Radici, 29 settembre 1944) è stato un partigiano italiano.

## Biografia
Antifascista, dalla Romagna si era trasferito in Garfagnana e quando ebbe inizio la Resistenza, nonostante la numerosa famiglia e la non più giovane età, si era dato alla lotta contro i nazifascisti, iniziando la propria attività come informatore e staffetta partigiana per la formazione comandata da Giovan Battista Bertagni.
Catturato dai tedeschi mentre, con un binocolo, seguiva le loro mosse durante un rastrellamento a Castelnuovo in Garfagnana, Berni fu consegnato ai "repubblichini". I fascisti, per carpirgli informazioni, lo torturarono inutilmente per giorni. I brigatisti neri finirono per legare il prigioniero ad un automezzo germanico e lo trascinarono, con una corda al collo, lungo la strada che da Castiglione conduce a Cerageto. In località Terrarossa del Passo delle Radici, gli aguzzini si accorsero che stavano ormai trascinando un cadavere sfigurato e abbandonarono Berni ai margini della strada.
Nel 1994, il Presidente della Repubblica, Oscar Luigi Scalfaro, ha concesso a Luigi Berni la massima ricompensa al valore.